# トニー・ホーク

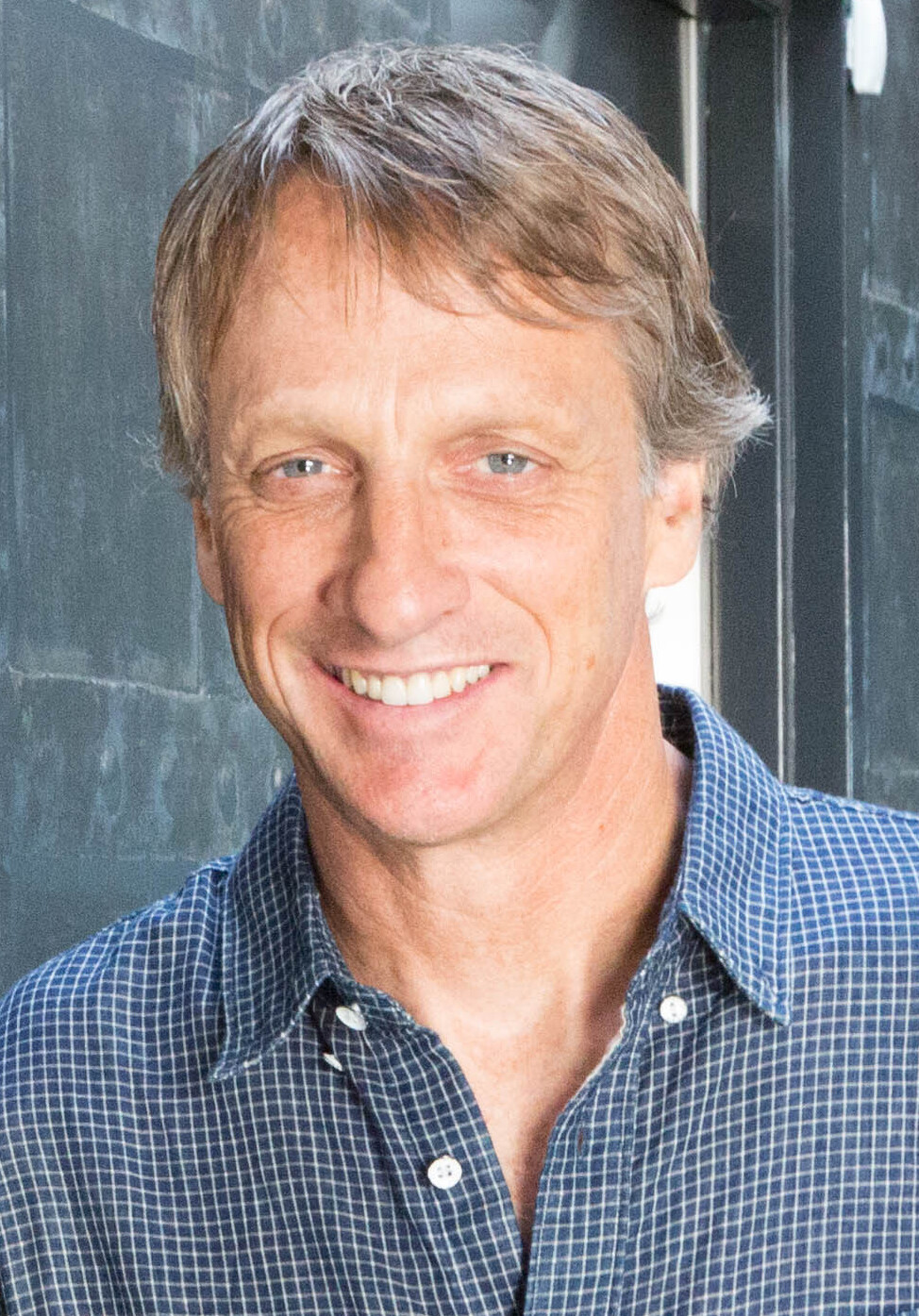
Tony Hawk, 2016

“トニー”アンソニー・フランク・ホーク（Anthony Frank "Tony" Hawk、1968年5月12日 - ）はアメリカ合衆国・カリフォルニア州出身のスケートボーダー。
スケートボードにおいて非常に有名な人物で、「バードマン」の愛称で親しまれており、しばしばスケートボード界の神と呼ばれることもある
2000年、ゲームソフト開発会社のアクティビジョンが彼とライセンス契約を結び、スケートボードゲームソフトであるトニー・ホーク プロスケーターシリーズを製作した。
Xゲームのハーフパイプにおいて史上初の900°(2回転半)を成功させた選手である。
2012年、映画『かぞくモメはじめました』に本人役で出演した。